# Минимальный размер оплаты труда в Германии
Минимальный размер оплаты труда в Германии — это самая низкая ежемесячная и почасовая оплата труда, который работодатели по закону имеют право выплачивать своим работникам в Германии. Закон о минимальной заработной плате Германии (нем. Gesetz zur Regelung eines allgemeinen Mindestlohns) был подписан 1 января 2014 года третьим кабинетом Меркель, состоящим из коалиции между СДПГ и ХДС. Введение минимальной заработной платы было главным требованием СДПГ во время переговоров о создании коалиции. В во время парламентских выборов в 2013 году это было её центральное предвыборное обещание — заменить минимальную заработную плату на основе договора на единую по всей стране.
Изначально с 1 января 2015 года минимальный размер оплаты труда был установлен на уровне €8.50 в час (€1440.00 в месяц) (€1072.91 в месяц нетто). Его размер корректируется каждые два года правительством Германии, с которым консультируется комиссия по минимальной заработной плате. С 1 января 2017 года минимальный размер оплаты труда составил €8.84 в час (€1498.00 в месяц) (€1114.71 в месяц нетто) и, вырос до €9.19 в час (€1557.00 в месяц,с 1 января 2019 года и до €9.35 в час €1584 в месяц. после вычета подоходного налога в 14% будет ровна €1360.52 в месяц с 1 января 2020 года.
| Минимальный размер оплаты труда | Минимальный размер оплаты труда | Минимальный размер оплаты труда           |
| Дата                            | Минимальный размер оплаты труда | Почасовой минимальный размер оплаты труда |
| ------------------------------- | ------------------------------- | ----------------------------------------- |
| 1 января 2015                   | €1440.00                        | €8.50                                     |
| 1 января 2016                   | €1440.00                        | €8.50                                     |
| 1 января 2017                   | €1498.00                        | €8.84                                     |
| 1 января 2018                   | €1498.00                        | €8.84                                     |
| 1 января 2019                   | €1557                           | €9.19                                     |
| 1 января 2020                   | €1584                           | €9.35                                     |

## Комиссия по минимальной заработной плате
Чтобы отрегулировать размер минимальной заработной платы, правительство Германии ввело постоянную комиссию, которая состоит из девяти членов. В состав комиссии входят президент, три представителя работников, три представителя работодателей и два советника-экономиста, которые не имеют права голоса в комиссии. Она оценивает общие экономические показатели Германии, чтобы оценить подходящий размер минимальной заработной платы. Первая корректировка минимальной заработной платы была произведена в июне 2016 года, а спустя два года последовала еще одна корректировка в июне 2018 года, которая подняла минимальную заработную плату до 9.19 евро.

## Спор о минимальной заработной плате в Германии
Минимальная заработная плата была одной из самых противоречивых тем во время парламентских выборов в 2013 году. В то время как социал-демократы, зелёные и левые выступали за общую национальную минимальную заработную плату, либералы и консерваторы скептически относились к этому. Ведущие институты экономических исследований, такие как CESifo Group Munich, выступали против введения минимальной заработной платы в размере 8,50 евро. Согласно исследованию, проведенному Центром экономических исследований в 2014 году, минимальная заработная плата, по прогнозам, могла сократить около 900 000 рабочих мест, особенно в восточной части Германии.. Однако исследование Лондонской школы экономики и политических наук противоречило этому, демонстрируя, что минимальная заработная плата на самом деле не приводит к потере работы. Действительно, документ для обсуждения экономической политики, в котором анализировались уровни занятости в Германии в разных регионах с 2011 по 2016 год, показал, что уровень безработицы снизился в регионах с ранее более низким уровнем заработной платы. Кроме того, исследование Немецкого института экономических исследований показало, что минимальная заработная плата увеличивает почасовую заработную плату, а не общий доход людей, работающих в секторе с низкой заработной платой. Поскольку почасовая заработная плата немного увеличилась, рабочее время сократилось одновременно, чтобы компенсировать более высокие затраты.